# Brygada Kryzys (album)
Brygada Kryzys – pierwszy studyjny album zespołu Brygada Kryzys wydany przez Tonpress w 1982 r. Ze względu na kolor okładki bywa nazywany „Czarną Brygadą”.
Nagrań dokonano między lutym a kwietniem 1982 r. w studiu na warszawskim Wawrzyszewie. Album uważany jest za pierwszy oficjalnie wydany w Polsce longplay z muzyką punkrockową i nowofalową. Ukazał się w nakładzie ok. 150 000 egzemplarzy. Przyjmuje się, że jego część nie została skierowana do sprzedaży i uległa kasacji ze względu na śmiałą twórczość zespołu w obliczu ówczesnej sytuacji społeczno-politycznej. Niektórzy krytycy podważają jednak twierdzenie o przemiale części nakładu. Album Brygada Kryzys w plebiscycie dziennikarzy muzycznych na najlepszą polską powojenną płytę zajął drugie miejsce. Dla poety Krzysztofa Siwczyka jest to najważniejsza polska płyta.
W 1991 roku ukazała się reedycja albumu, wydana przez Izabelin Studio, różniąca się od oryginału dodanymi efektami (pogłosy, dźwięki) oraz dwoma utworami nie wymienionymi we wkładce (remiksy „Ganja”). 
Album wielokrotnie był wznawiany. Utwór „Centrala” został w 2002 roku nagrany na potrzeby składanki Trójkowy Ekspres 19:05 przez specjalnie na tę okazję stworzony zespół Warszawa Gdańska (w jego skład weszli Paweł Krawczyk z Hey oraz Anna Lasocka i Grzegorz Nawrocki z zespołu Kobiety; producentem był Andrzej Smolik).

## Lista utworów

### Wydanie Tonpressu z 1982 roku (winyl)
| Strona A | Strona A                                                               | Strona A |
| Nr       | Tytuł utworu                                                           | Długość  |
| -------- | ---------------------------------------------------------------------- | -------- |
| 1.       | „Centrala” (muzyka: Robert Brylewski, słowa: Tomasz Lipiński)          | 5:55     |
| 2.       | „Radioaktywny blok” (muzyka: Robert Brylewski, słowa: Tomasz Lipiński) | 1:00     |
| 3.       | „Nie ma nic” (muzyka: Robert Brylewski, słowa: Tomasz Lipiński)        | 4:46     |
| 4.       | „Przestań śnić” (muzyka: Robert Brylewski, słowa: Tomasz Lipiński)     | 6:30     |
|          |                                                                        | 18:11    |

| Strona B | Strona B                                                                       | Strona B |
| Nr       | Tytuł utworu                                                                   | Długość  |
| -------- | ------------------------------------------------------------------------------ | -------- |
| 1.       | „The Real One” (muzyka: Robert Brylewski, słowa: Tomasz Lipiński)              | 3:21     |
| 2.       | „Travelling Stranger” (muzyka: Robert Brylewski, słowa: Tomasz Lipiński)       | 3:53     |
| 3.       | „Except One” (muzyka: Robert Brylewski, słowa: Tomasz Lipiński)                | 2:24     |
| 4.       | „Ganja” (muzyka: Robert Brylewski, słowa: Tomasz Lipiński)                     | 3:13     |
| 5.       | „Fallen, Fallen is Babylon” (muzyka: Robert Brylewski, słowa: Tomasz Lipiński) | 5:23     |
|          |                                                                                | 18:14    |

Skład:
- Tomek Lipiński – wokal, gitara
- Robert Brylewski – gitara
- Irek Wereński – gitara basowa
- Janusz Rołt – perkusja
- Jarek Ptasiński – instrumenty perkusyjne
- Tomek Świtalski – saksofon

### Wydanie Izabelin Studio z 1991 roku (kaseta)
| Strona A | Strona A                                                               | Strona A |
| Nr       | Tytuł utworu                                                           | Długość  |
| -------- | ---------------------------------------------------------------------- | -------- |
| 1.       | „–” (muzyka: Robert Brylewski, słowa: Tomasz Lipiński)                 | 3:49     |
| 2.       | „Centrala” (muzyka: Robert Brylewski, słowa: Tomasz Lipiński)          | 5:45     |
| 3.       | „Radioaktywny blok” (muzyka: Robert Brylewski, słowa: Tomasz Lipiński) | 1:04     |
| 4.       | „Nie ma nic” (muzyka: Robert Brylewski, słowa: Tomasz Lipiński)        | 4:45     |
| 5.       | „Przestań śnić” (muzyka: Robert Brylewski, słowa: Tomasz Lipiński)     | 6:16     |
|          |                                                                        | 21:39    |

| Strona B | Strona B                                                                       | Strona B |
| Nr       | Tytuł utworu                                                                   | Długość  |
| -------- | ------------------------------------------------------------------------------ | -------- |
| 1.       | „The Real One” (muzyka: Robert Brylewski, słowa: Tomasz Lipiński)              | 3:15     |
| 2.       | „Travelling Stranger” (muzyka: Robert Brylewski, słowa: Tomasz Lipiński)       | 3:46     |
| 3.       | „Except One” (muzyka: Robert Brylewski, słowa: Tomasz Lipiński)                | 2:20     |
| 4.       | „–” (muzyka: Robert Brylewski, słowa: Tomasz Lipiński)                         | 0:29     |
| 5.       | „Ganja” (muzyka: Robert Brylewski, słowa: Tomasz Lipiński)                     | 3:22     |
| 6.       | „Fallen, Fallen is Babylon” (muzyka: Robert Brylewski, słowa: Tomasz Lipiński) | 5:18     |
|          |                                                                                | 18:30    |

Skład:
- Tomek Lipiński – wokal, gitara
- Robert Brylewski – gitara, producent
- Irek Wereński – gitara basowa
- Janusz Rołt – perkusja
- Jarek Ptasiński – instrumenty perkusyjne
- Tomek Świtalski – saksofon

### Wydanie Agencji Artystycznej MTJ z 2003 roku (płyta CD)
| Nr | Tytuł utworu                                                                   | Długość |
| -- | ------------------------------------------------------------------------------ | ------- |
| 1. | „Centrala” (muzyka: Robert Brylewski, słowa: Tomasz Lipiński)                  | 5:55    |
| 2. | „Radioaktywny blok” (muzyka: Robert Brylewski, słowa: Tomasz Lipiński)         | 1:00    |
| 3. | „Nie ma nic” (muzyka: Robert Brylewski, słowa: Tomasz Lipiński)                | 4:46    |
| 4. | „Przestań śnić” (muzyka: Robert Brylewski, słowa: Tomasz Lipiński)             | 6:30    |
| 5. | „The Real One” (muzyka: Robert Brylewski, słowa: Tomasz Lipiński)              | 3:21    |
| 6. | „Travelling Stranger” (muzyka: Robert Brylewski, słowa: Tomasz Lipiński)       | 3:53    |
| 7. | „Except One” (muzyka: Robert Brylewski, słowa: Tomasz Lipiński)                | 2:24    |
| 8. | „Ganja” (muzyka: Robert Brylewski, słowa: Tomasz Lipiński)                     | 3:13    |
| 9. | „Fallen, Fallen is Babylon” (muzyka: Robert Brylewski, słowa: Tomasz Lipiński) | 5:23    |
|    |                                                                                | 36:25   |

Skład:
- Tomek Lipiński – wokal, gitara
- Robert Brylewski – gitara, producent
- Irek Wereński – gitara basowa
- Janusz Rołt – perkusja
- Jarek Ptasiński – instrumenty perkusyjne
- Tomek Świtalski – saksofon